# Bolles+Wilson
Bolles+Wilson és un estudi d'arquitectura fundat per Julia Bolles i Peter Wilson, primer establert a Londres en 1980 i posteriorment traslladat a Münster en 1989, on es troba avui dia. Cadascun dels seus projectes es desenvolupa buscant una solució individual considerant tant la cultura del lloc com el context urbanístic i buscant millorar aquests aspectes. La forma de l'edifici en cada cas ve condicionada pel programa. L'any 2016 compten amb projectes a Albània, Austràlia, Dinamarca, Itàlia, Japó, Corea del Sud, Líban, els Països Baixos i Regne Unit.
Els dos socis fundadors van estudiar a la Architectural Association de Londres. Julia Bolles va néixer en 1948 en Münster i va estudiar en l'Institut Tecnològic de Karlsruhe fins a 1976, para, posteriorment, traslladar-se a la AA de Londres. Des de 1996 ha impartit classes de disseny arquitectònic en la Fachhochschule Münster. Peter Wilson va néixer en 1950 a Melbourne i va estudiar a la Universitat de Melbourne des de 1960 a 1971, abans de passar a la AA, on es va graduar el 1974. L'any 2013 va rebre la Medalla d'Or de l'Institut Australià d'Arquitectes.

## Projectes destacats

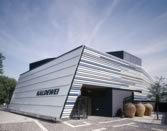
Kaldewei Kompetenz Center
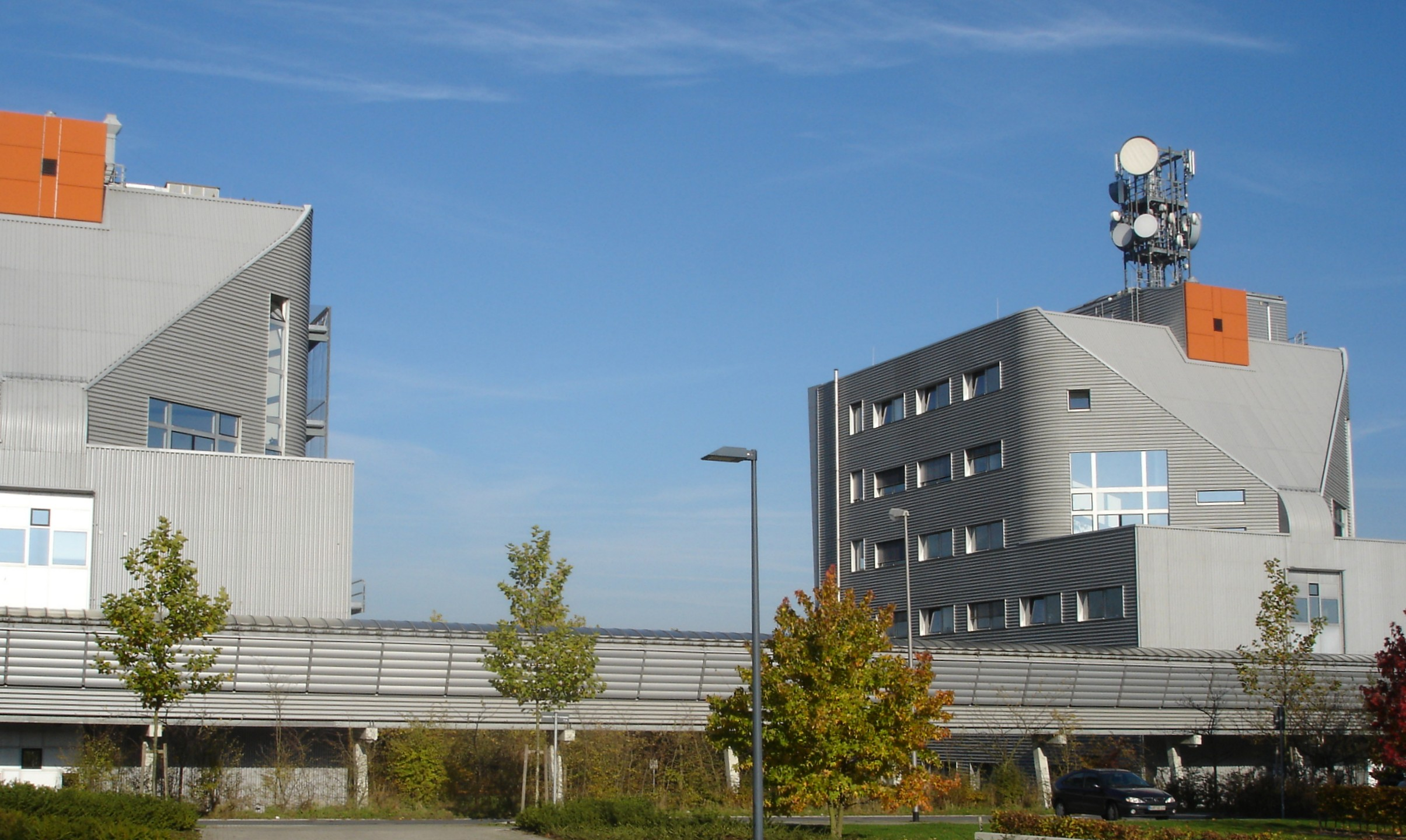
Technologiehof in Muenster (Westfàlia, Alemanya)
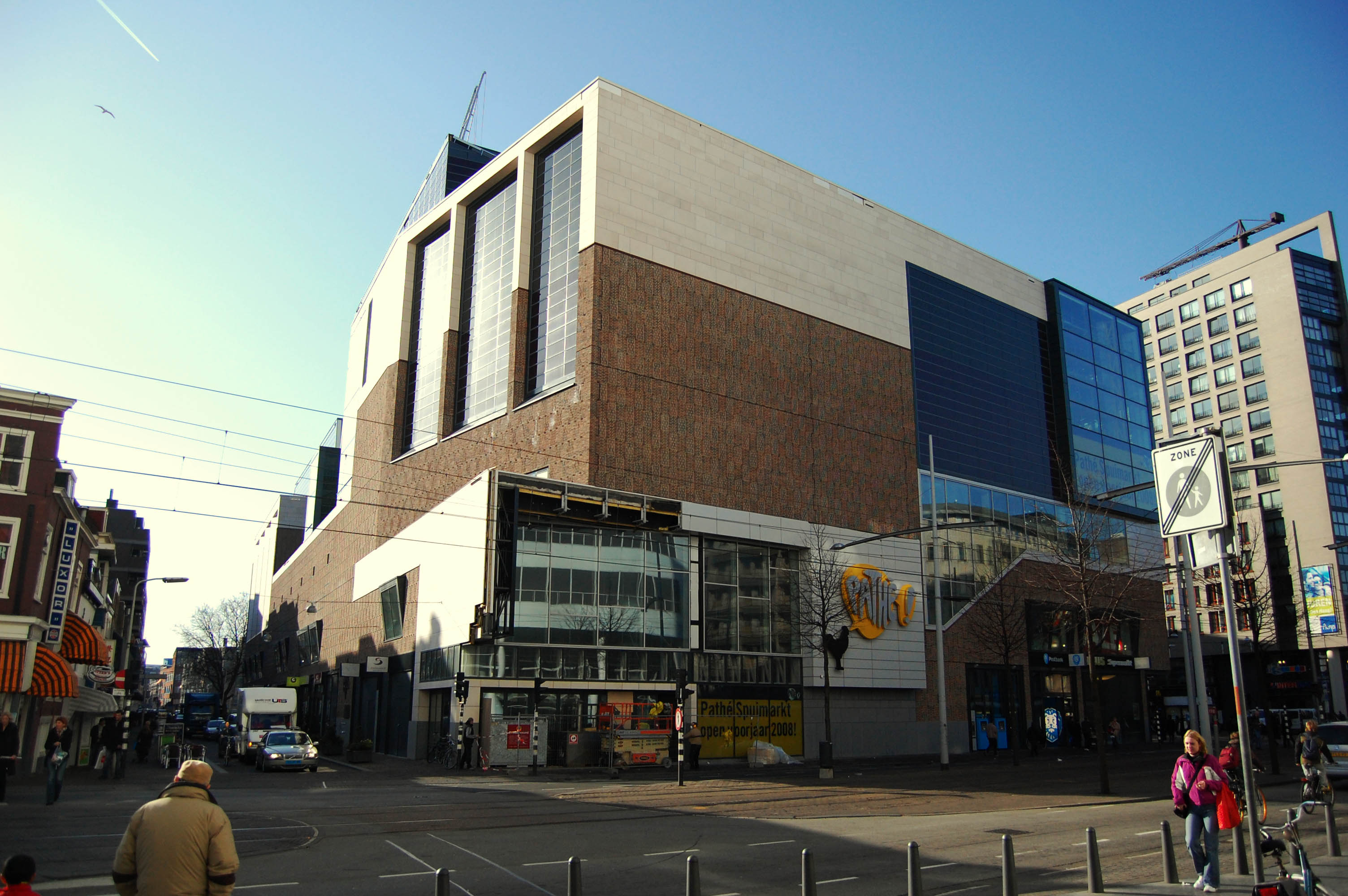
Spuimarkt (la Haia, Països Baixos)
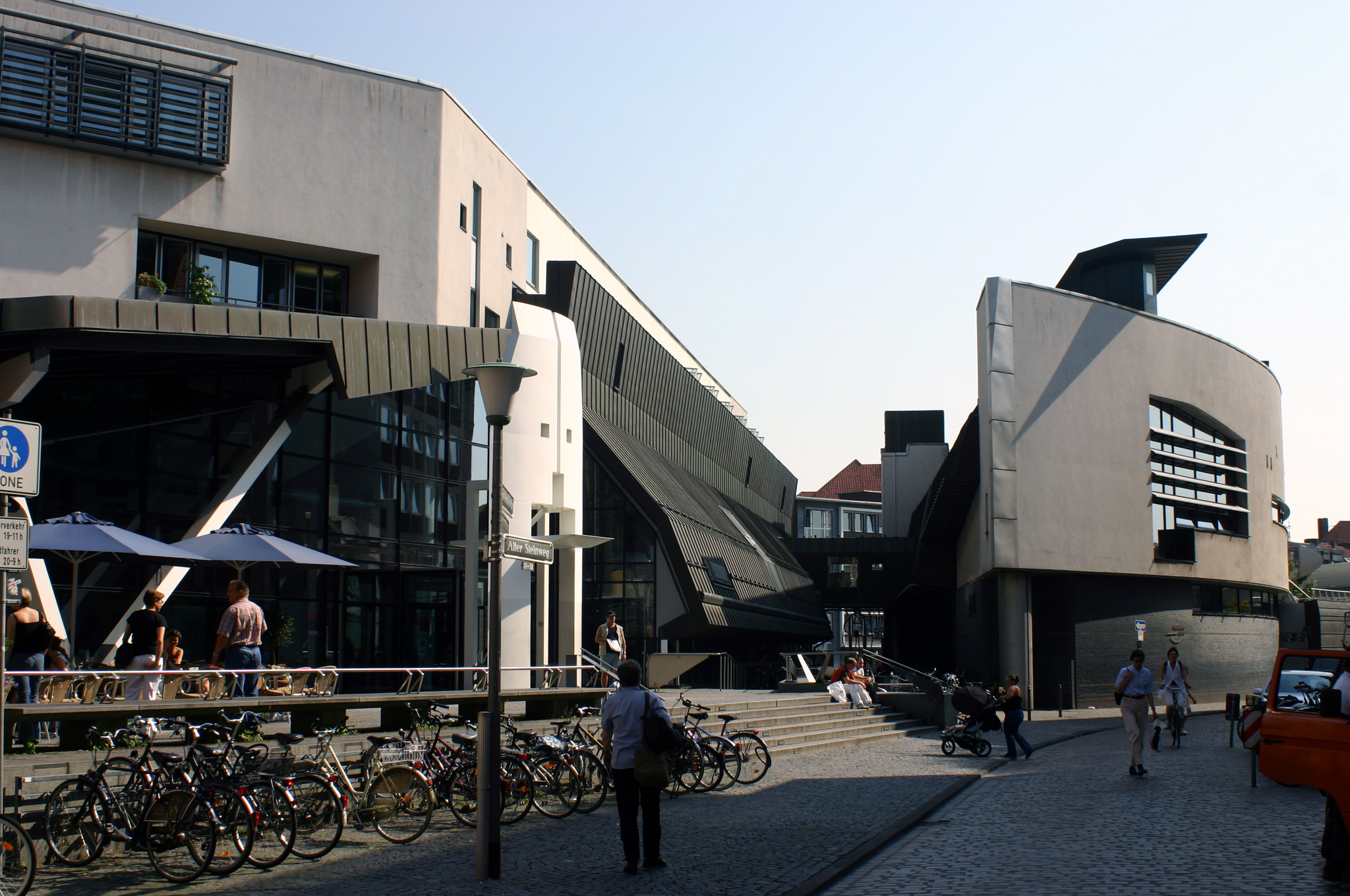
Biblioteca de la ciutat de Münster
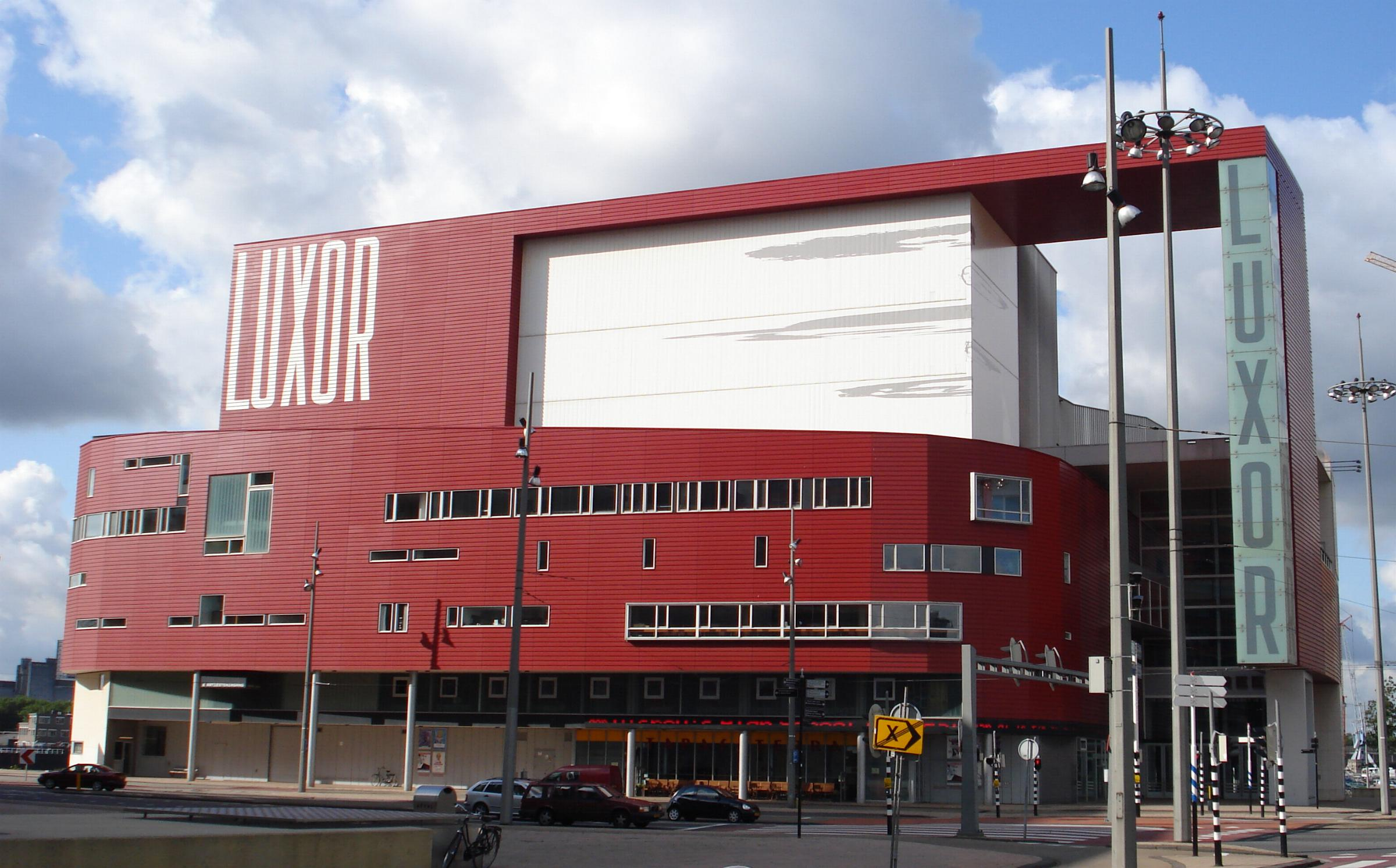
Teatre Luxor, Rotterdam
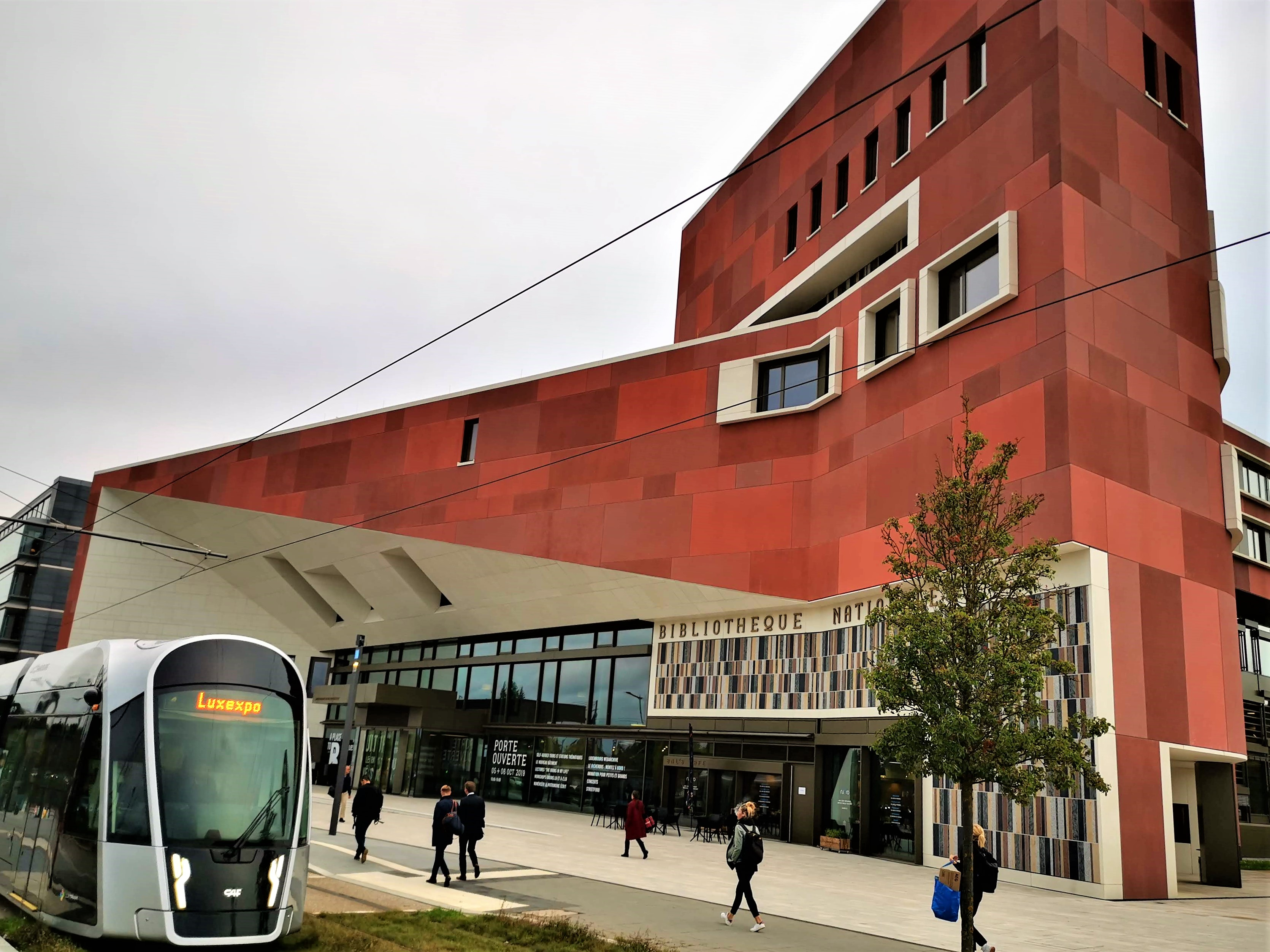
Biblioteca nacional de Luxemburg

- Casa Suzuki (Tòquio)[4]
- Teatre Luxor (Rotterdam)[5]
- Biblioteca de Münster
- Pla mestre per a Hamburg
- Pla mestre per a Tirana
- Pla mestre per Monteluz